# Theater Karlshorst

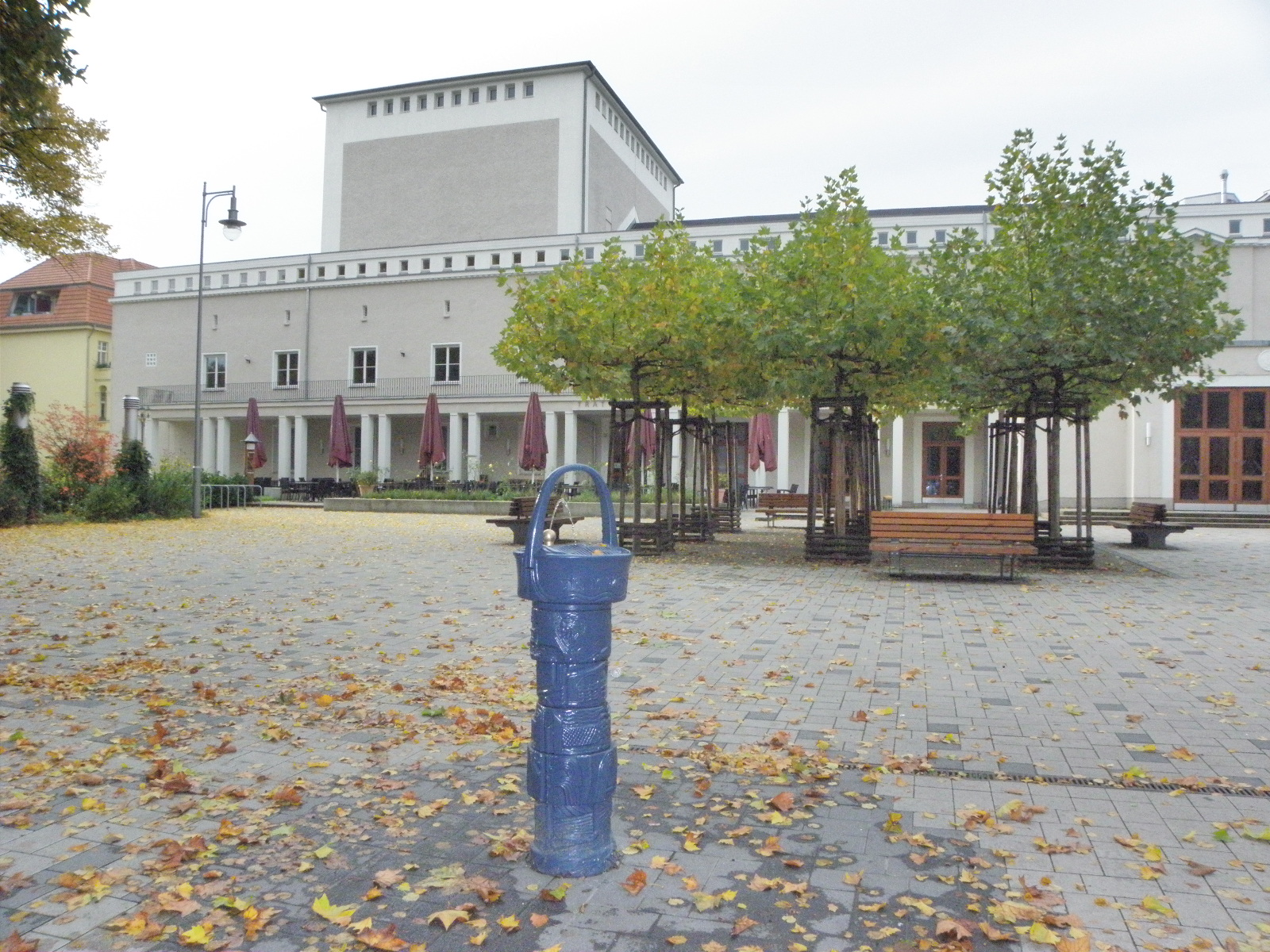
Johannes-Fest-Platz mit dem Theater Karlshorst

Das Theater Karlshorst ist der erste Nachkriegs-Theaterneubau in Deutschland. Er liegt am
Johannes-Fest-Platz in Berlin-Karlshorst. Das Gebäude wurde 1948/49 als Reparationsbau Deutschlands für die Sowjetunion errichtet und unter dem Namen Militärobjekt Nr. 5 geführt. Es war die Kulturstätte für Angehörige der Sowjetarmee, die in Karlshorst stationiert waren. Das Gebäude steht unter Denkmalschutz.

## Geschichte des Hauses
Der Vorgängerbau des heutigen Theaters war das „Deutsche Haus“ der Familie Kupsch mit Rummelplatz, Schießbuden und Karussell. Im „ersten und größten Etablissement am Platze“, so eine Zeitungsannonce aus dem Karlshorster Anzeiger von damals, fanden Varietéveranstaltungen, Modenschauen der örtlichen Textilgeschäfte und Kabarettabende statt. Es gab eine Konditorei mit Café, Weinstuben sowie eine Restauration. Zum Ball im Spiegel-Parkett-Festsaal trafen sich bis zu 1.200 Personen.

### Nach 1945

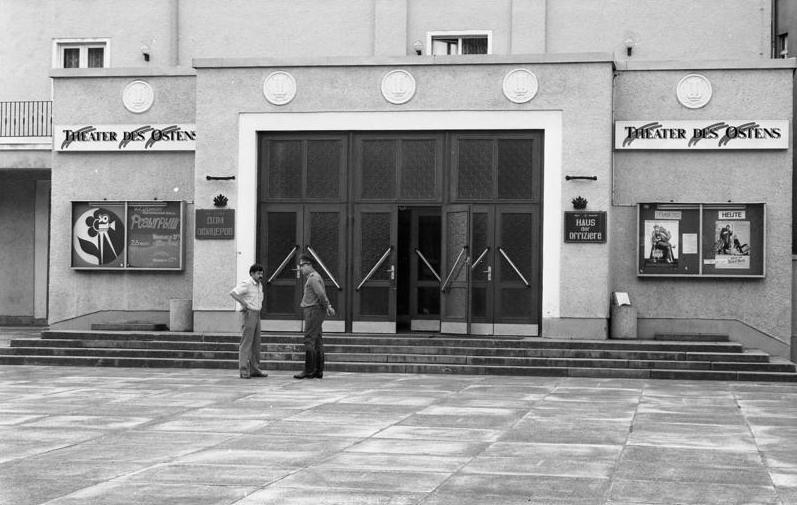
Theater des Ostens / Haus der Offiziere (1991)

Karlshorst wurde nach 1945 Sitz der Sowjetischen Militäradministration in Deutschland. Für deren Angehörige wurde als Reparationsleistung Deutschlands an die Sowjetunion der erste Theaterneubau in Deutschland nach dem Zweiten Weltkrieg errichtet. Dafür wurde im Jahr 1947 das „Deutsche Haus“ bis auf den Ballsaal abgerissen. Dieser blieb erhalten und wurde in den neoklassizistischen Neubau einbezogen. Die Bauarbeiten begannen am 14. Februar 1948. Vom sowjetischen Chefarchitekten der Roten Armee General Kriwuschenko, der die architektonischen Entwürfe gefertigt hatte, übernahm am 1. August 1948 der deutsche Architekt Hans Schaefers (1907–1991) die alleinige technische und künstlerische Bauleitung. Der Zuschauerraum mit Rundpfeilern, Kapitellen und einer großen geschwungenen Loge umfasste 600 Plätze. Das Gebäude wurde als „Haus der Offiziere“ am 31. Juli 1949 mit einer Aufführung des Stückes „Jegor Bulytschow und andere“ von Maxim Gorki eingeweiht. Als deutscher Gast war der Präsident der DDR Wilhelm Pieck anwesend.
Das Haus lag im sowjetischen Sperrgebiet, es war nur sowjetischen Militär- und Zivilangestellten sowie deren Familien zugänglich. Im Volksmund wurde es daher „Russenoper“ genannt. Hier traten Künstler wie David Oistrach, Galina Ulanowa und das Ensemble der Pekingoper auf. Nach Aufhebung des Sperrgebiets im Jahr 1963 hatte auch die deutsche Bevölkerung Zutritt. Es fanden Konzerte, Theater- und Kinovorführungen, Jugendweihen und Veranstaltungen zur Pflege der deutsch-sowjetischen Freundschaft statt.

### 1991 bis 1994

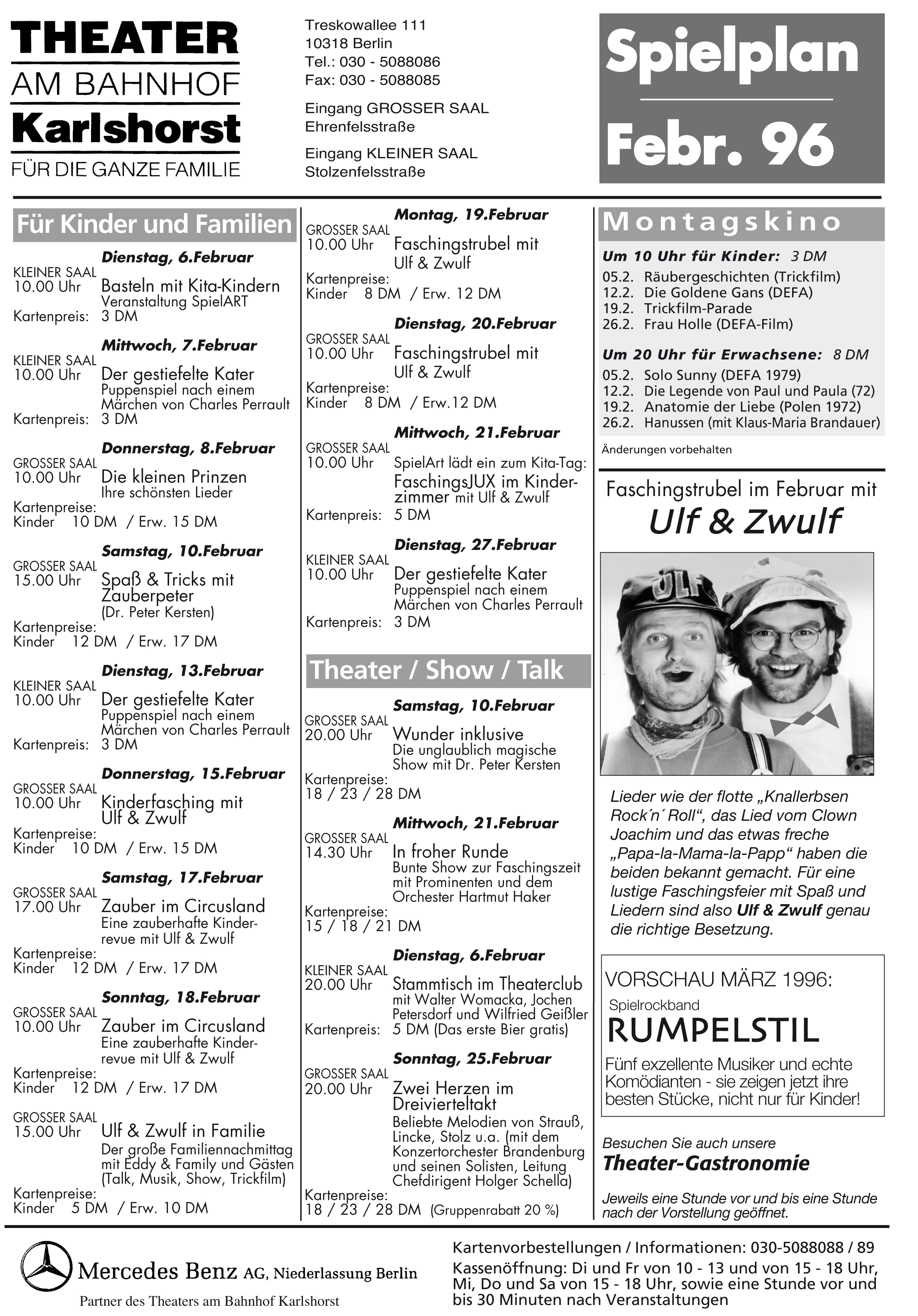
Theater am Bahnhof Karlshorst: Programm Februar 1996

Das Gebäude stand nach der Wiedervereinigung weiter unter sowjetischer Verwaltung, die Sowjetarmee nutzte es bis zum Abzug ihrer Streitkräfte 1994 gemeinsam mit deutschen Veranstaltern. Der Eingangsbereich zeigte die Doppelnutzung des Hauses  mit den beiden Namen an: Haus der Offiziere und Theater des Ostens (siehe Foto).
Bis 2007 wurde das Haus als privates Theater geführt. Aus dem Theater des Ostens (TdO) wurde wenig später das TheO, und nach dem Abzug der sowjetischen Streitkräfte im Jahr 1994 erhielt es den Namen Theater am Bahnhof Karlshorst. Auf dem Programm standen Veranstaltungsreihen wie die Stunde des Tanzes, Montagskino für Kinder und Sonntagskonzerte für die ganze Familie. Es gastierten Liedermacher wie Reinhard Lakomy, Gerhard Schöne und Ulf und Zwulf.

### Nach 1994

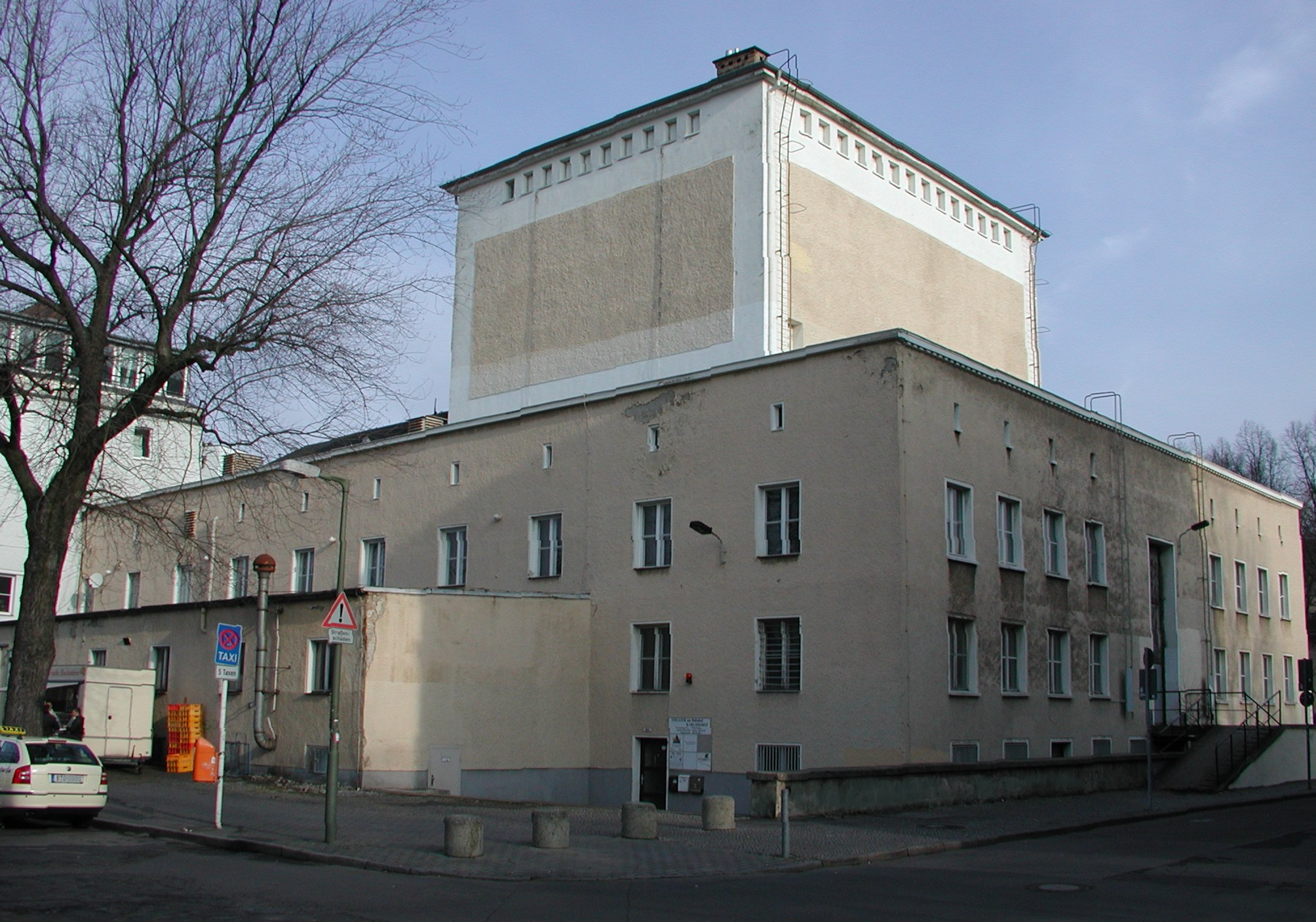
Ansicht von Südwesten

Im Jahr 1994 wurde die Wohnungsbaugesellschaft Lichtenberg Eigentümer des Hauses. Sie ist seit 1997 Teil der städtischen Wohnungsbaugesellschaft HOWOGE, die das Objekt in den folgenden Jahren an kulturelle Betreiber vermietete. Im April 2007 endete der Theaterbetrieb.  Die HOWOGE ließ 2008–2009 Teile des Gebäudeensembles umfassend sanieren. Die Gesamtkosten beliefen sich auf rund vier Millionen Euro (denkmalgerechte Sanierung der Fassade, der Holzfenster und Türen, Anbau eines Aufzuges, Ausbau von zirka 1475 Quadratmetern für 41 Musikschulräume in allen Etagen, komplette haustechnische Einrichtung). Seit 2009 befindet sich hier ein Standort der Schostakowitsch-Musikschule Berlin-Lichtenberg, ebenso ein italienisches Restaurant. Das übrige Gebäude mit dem Theatersaal blieb seitdem ungenutzt.

### Zukünftige Nutzung
Im Jahr 2018 brachte die HOWOGE das Theater und ein angrenzendes Verwaltungsgebäude in die von ihr errichtete Stiftung Stadtkultur ein. Es wird ab 2024 restauriert, saniert und umgebaut und soll voraussichtlich 2026 als multifunktionaler Veranstaltungsort unter dem Namen KAHO. Raum für Kultur wiedereröffnet werden (Theater, Kino, Konzerte, Lesungen und Ausstellungen).